# Waneek Horn-Miller

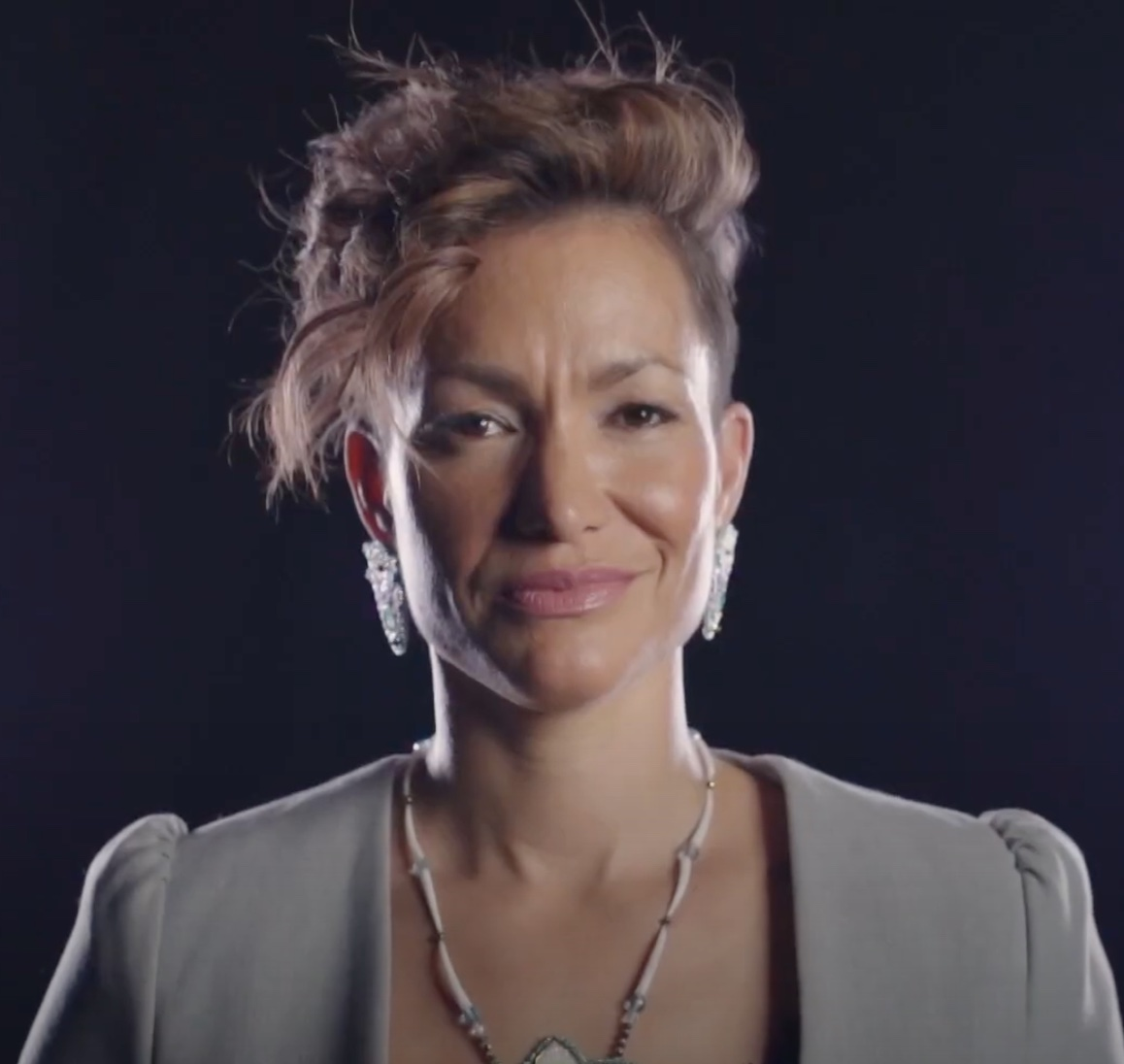
Waneek Horn-Miller

Waneek Karakwinionta Sunshine Onakarakete Horn-Miller, född 30 november 1975 i Montréal, är en kanadensisk vattenpolospelare som ingick i det kanadensiska landslaget vid olympiska sommarspelen 2000. Horn-Miller har examen från Carleton University och har efter sin aktiva karriär arbetat som sportambassadör för Assembly of First Nations.
Horn-Miller spelade sex matcher och gjorde fem mål i damernas vattenpoloturnering i samband med de olympiska vattenpolotävlingarna 2000 i Sydney där Kanada kom på femte plats.
Horn-Miller tog guld i damernas vattenpoloturnering i samband med panamerikanska spelen 1999 i Winnipeg.
Horn-Miller är gift med judoutövaren Keith Morgan som har representerat Kanada i olympiska spelen. Hon är dotter till fotomodellen och mohawkaktivisten Kahn-Tineta Horn.